# Sirsjön (Fryksände socken, Värmland)
Sirsjön är en sjö i Torsby kommun i Värmland och ingår i Göta älvs huvudavrinningsområde. Sjön är 6,7 meter djup, har en yta på 0,315 kvadratkilometer och befinner sig 98,2 meter över havet.

## Delavrinningsområde
Sirsjön ingår i det delavrinningsområde (667636-134571) som SMHI kallar för Nedlagd mätstation. Medelhöjden är 119 meter över havet och ytan är 6,53 kvadratkilometer. Räknas de 40 avrinningsområdena uppströms in blir den ackumulerade arean 839,13 kvadratkilometer. Norsälven (Ljusnan) som avvattnar avrinningsområdet har biflödesordning 2, vilket innebär att vattnet flödar genom totalt 2 vattendrag innan det når havet efter 359 kilometer. Avrinningsområdet består mestadels av skog (47 procent), öppen mark (20 procent) och jordbruk (25 procent). Avrinningsområdet har 0,31 kvadratkilometer vattenytor vilket ger det en sjöprocent på 4,7 procent.